# Бруно Песаола
Бруно Песаола (італ. Bruno Pesaola, 28 липня 1925, Буенос-Айрес — 29 травня 2015, Неаполь) — італійський футболіст, що грав на позиції нападника. По завершенні ігрової кар'єри — тренер.
Виступав, зокрема, за «Рому» та «Наполі», а також провів один матч у складі національної збірної Італії.
Як тренер працював зокрема з «Фіорентиною», вигравши чемпіонат Італії, а також «Наполі» та «Болоньєю», вигрававши з ними Кубок Італії.

## Клубна кар'єра
Народився 28 липня 1925 року в місті Буенос-Айрес в родині шевця Гаетано, який на початку двадцятих років емігрував до Південної Америки, покинувши рідне Монтелупоне в Італії.
Заграти в «Рівер Плейті», за молодіжну команду якого Песаола бігав разом з Альфредо ді Стефано, не вийшло, і в 1947 році, погравши пару років за «Спортіво Док Суд», Бруно перебрався в «Рому». Тут він і розвернувся на повну силу на лівому фланзі атаки зі своєю швидкістю і здоровою агресією, забивши в першому ж своєму сезоні 11 м'ячів, у другому — 8. На жаль, 26 лютого 1950 року його в Палермо жорстоко травмував Аредіо Джимона, зламавши Песаолі гомілку і малогомілкову кістку. Палермця спочатку вигнали з футболу назавжди, проте спочатку Песаола пробачив його, а там і Федеркальчо скоротив дискваліфікацію спочатку до двох років, а там і зовсім до півроку. Тільки-но повернувшись на поле, Песаола знову отримав перелом ноги — цього разу від Лучано Гарібольді з «Аталанти».
Спочатку Песаола думав, що для нього в плані ігрової кар'єри все скінчено і хотів повернутись назад в Аргентину. Однак він все ж таки зважився спробувати себе в «Новарі», і там ветеран Сільвіо Піола переконав його не повертатися, а пробувати відновити кар'єру на високому рівні. І не дарма: в скромній п'ємонтській команді Песаола знову заграв і допоміг «Новарі» здобути першу за 11 років перемогу над сусідами з «Ювентуса» (3:1), а до 1952 року навіть дотягнув своїх до 8-го місця. Не тільки Бруно був в «Новарі» загальним улюбленцем — його дружину Орнеллу шанували першою красунею міста. Саме вона вмовила чоловіка прийняти пропозицію «Наполі», яке стало для Бруно командою на все футбольне життя.
У «Наполі» Песаола прибув разом з відомим шведським форвардом Гассе Єппсоном, і, як зазвичай на півдні, все закрутилося навколо атаки. Якби оборона, незграбно вибудувана тренером Еральдо Мондзельйо, відповідала рівню нападу, то «Наполі» і за чемпіонство б поборовся, а так стали тільки четвертими.
1956 року Мондзельйо замінили на Амадео Амадеї. Знову були окремі гучні перемоги — «Інтер» і «Мілан» обіграли завдяки голам Песаоли, але четверте місце, тепер і в 1958 року, так і залишалося стелею «блакитних». У 1960 році, зігравши 240 матчів і забивши 27 голів, Бруно після восьми років виступів покинув «Наполі». Судячи з усього, у нього виник конфлікт з Амадеї.
Протягом сезону 1960/61 років захищав кольори «Дженоа», якій допоміг врятуватися від вильоту, після чого влаштувався в «Скафатезе», за команду якого виступав протягом 1961—1962 років як граючий тренер, після чого завершив ігрову кар'єру.

## Виступи за збірні
Захищав кольори другої збірної Італії.
26 травня 1957 року провів єдиний матч у складі національної збірної Італії в кваліфікаційній грі на чемпіонат світу 1958 року проти Португалії (0:3).

## Кар'єра тренера
31 січня 1962 року Бруно отримав запрошення очолити свій колишній клуб «Наполі». Вилетівши попереднього літа в Серію В, команда мала всі шанси залишитись у другому дивізіоні і на наступний сезон. Песаола ж не тільки зумів повернути «Наполі» в Серію А, а команда ще і завоювала перший трофей у своїй історії у вигляді Кубка Італії, більш того, його команда стала першою, хто зумів виграти цей трофей з нижчого дивізіону. Однак це не завадило Песаолі посваритись з Мондзельйо, який вже став технічним директором клубу. Аж надто по-різному вони бачили футбол, і Бруно в 1963 році залишив клуб вдруге.
Втім, відлучення тривало недовго, наступники не справлялися, знову опустивши клуб в Серію В, і через рік Песаола, недовго попрацювавши з «Савойєю», знову заступив на пост головного тренера, тепер уже на 4 роки. Песаола в першому ж сезоні 1965 року повернув «Наполі» в Серію А, наступного року здобув з командою міжнародний трофей Кубок Альп 1966 року, а в 1968 році довів «Наполі» до другого, рекордного на той момент місця в історії клубу, після чого знову покинув посаду тренера.
Цього разу перехід вийшов скандальним. Бруно мав намір очолити «Інтернаціонале», але потім погодився повернутись в «Наполі», який вступав в еру нового президента Коррадо Ферлайно. Песаолу могли дискваліфікувати, але знаменитий флорентієць Артеміо Франкі, що вже очолив на той момент Федерацію футболу Італії, погодився простити Бруно за умови, що той очолить «Фіорентину». Песаола погодився і за сезон виграв з «фіалками» друге в їх історії скудетто. Основою успіху стала наднадійна оборона — «Фіорентина» програла лише один матч у чемпіонському сезоні, «Болоньї».
Другий сезон приніс 4-е місце, а в третьому і зовсім не заладилося — кілька провідних футболістів (Клаудіо Мерло, Франко Суперкі, Джанкарло Гальдіоло, Алессандро Віталі) отримали травми, а сам Песаола — повідомлення про звільнення. Втім, попит на послуги такого успішного тренера був достатнім, і сезон 1972/73 він вже зустрів як тренер «Болоньї». З цим середняком Серії А, втім, маючи в складі таких зірок, як Джакомо Бульгареллі і Джузеппе Савольді, Песаола зумів виграти Кубок Італії 1974 року.
1976 року Песаола третій раз очолив «Наполі» і в сезоні 1976/77 також не залишився без трофея — цього разу він виграв Англо-італійський кубок, обігравши «Саутгемптон», а також став півфіналістом Кубка володарів кубків. Ось тільки в чемпіонаті команда виступила невдало і по завершенні сезону Бруно змушений був покинути клуб.
Незважаючи на послужний список, надалі Песаола не зумів виграти жодного титулу, хоча спочатку знову повернувся в «Болонью», потім був «Панатінаїкос», з яким Песаола ледь не виграв чемпіонат Греції, а потім «Сіракуза». 1982 року Песаола вчетверте очолив «Наполі», але останній прихід був зовсім невдалим — 10-е місце в Серії А сезону 1982/83.
Останнім місцем тренерської роботи був клуб «Кампанія», головним тренером команди якого Бруно Песаола був з 1984 по 1985 рік, після чого завершив кар'єру тренера в 60 років.
До самої смерті він досить активно роздавав інтерв'ю, брав участь в різних програмах на неаполітанському ТВ. Помер 29 травня 2015 року на 90-му році життя у місті Неаполь від серцево-судинного колапсу. В пам'ять про свого тренера було проведено хвилину мовчання на полях Неаполя та Флоренції.

## Статистика виступів

### Статистика виступів за збірну
| Дата       | Місто   | Господарі  | Результат | Гості  | Турнір            | Голи | Примітки |
| ---------- | ------- | ---------- | --------- | ------ | ----------------- | ---- | -------- |
| 26/05/1957 | Лісабон | Португалія | 3 – 0     | Італія | Відбір до ЧС 1958 | -    |          |
| Усього     |         | Матчів     | 1         |        | Голів             | 0    |          |

## Титули і досягнення

### Як тренера
- Чемпіон Італії (1):

«Фіорентіна»: 1968–1969
- Володар Кубка Італії (2):

«Наполі»: 1961–1962
«Болонья»: 1973–1974

### Особисті
- Тренер сезону в Серії А: 1969–70